# KazSat
KazSat (em russo КазСат, em cazaque ҚазСат) é uma série de satélites de comunicações cazaques administrados pela JSC KazSat. O primeiro satélite lançado foi o KazSat 1 colocado em órbita em junho de 2006, depois dele já foram lançados mais dois satélites em 2011 e 2014.

## Satélites
| Nome     | Data de lançamento  | Estado     | Veículo de lançamento |
| -------- | ------------------- | ---------- | --------------------- |
| KazSat 1 | 17 de junho de 2006 | Desativado | Proton-K/Blok-DM3     |
| KazSat 2 | 15 de julho de 2011 | Ativo      | Proton-M/Briz-M       |
| KazSat 3 | 28 de abril de 2014 | Ativo      | Proton-M/Briz-M       |